# Óvodáztatási támogatás
Az óvodáztatási támogatás egy feltételekhez kötött anyagi támogatás, mely a 3-4 éves, halmozottan hátrányos helyzetű gyermekek óvodába íratását és rendszeres óvodalátogatását kívánja ösztönözni. Számos hazai és nemzetközi kutatás mutat rá arra, hogy a (halmozottan) hátrányos helyzetű gyermekek sokszor már az iskolába is készségbeli lemaradással érkeznek, melyet a hosszabb távú (legalább két évet meghaladó) kora gyermekkori fejlesztés nagymértékben képes enyhíteni.

## Jogosultság
Bár Magyarországon az óvodai nevelés egy széleskörűen elérhető közszolgáltatás, a hátrányos helyzetű gyermekek részvétele jelentősen elmarad a nem hátrányos helyzetű társaik részvételéhez képest, az 5 éves kortól kötelező óvodáztatás előtt. E gyermekek részvételének növelése, kora gyermekkori fejlesztésük és a családok anyagi terheinek enyhítése érdekében vezették be az óvodáztatási támogatást 2009-ben.
A támogatásra való jogosultságot az önkormányzat jegyzője állapítja meg, a szülők kérelmére, a (halmozottan) hátrányos helyzet fennállásától függően. Az óvodai beiratkozást és legalább két hónapig tartó rendszeres óvodalátogatást követően a szülők gyermekenként húszezer forint támogatásra voltak jogosultak, melyet készpénzben vagy az önkormányzati rendelet révén természetbeni támogatásként (pl. ruházkodási támogatás) kaphattak meg.  Az állam, a rendszeres óvodalátogatás teljesülése esetén félévente további tízezer forintot biztosított a családok számára.  Rendszeres óvodalátogatásnak minősül, ha a gyermek legalább napi 6 órában részt vesz az óvodai nevelésben, illetve (igazolt és igazolatlan) hiányzásai nem haladják meg a nevelési napok 25 százalékát.
A kötelező óvodai beíratás korhatárát a 2015. szeptember elsejétől hatályba lépő törvény szerint 5 helyett 3 éves korra módosította a kormány, a támogatást pedig megszüntették.

## Az óvodai nevelés előnyei
Magyarországon éles különbség figyelhető meg a hátrányos és nem hátrányos helyzetű gyermekek között a tekintetben, hogy milyen korán kezdik meg óvodai nevelésüket. Hazai kutatások szerint a nyolc osztálynál alacsonyabb iskolai végzettséggel rendelkező anyák három-, négyéves gyermekeinek 29-55 százaléka látogat óvodát, míg az érettségizett anyák azonos korú gyermekeinek 81-93 százaléka vesz részt óvodai nevelésben.
Az esetleges (pl. a hátrányos helyzetből adódó) lemaradás ellensúlyozásában, illetve az iskolakezdéshez szükséges készségek és képességek fejlesztésében az óvodai nevelés főszerepet játszhat. 
Mindez megmutatkozhat több területen is, mint például az elsajátított szókincs, számolás, tapasztalati következtetés, írás-mozgás koordináció tekintetében.
A mesék, a rajzolás, a gyakori tornagyakorlatok mind hozzájárulnak az alapkészségek megerősítéséhez. Hazai kimutatások szerint a két évet meghaladó óvodáztatás közel 30 százalékos képességbeli javulást is eredményezhet a halmozottan hátrányos helyzetű gyermekek körében.

## A támogatás hatásai
A célzott állami beavatkozások eredményességéről az elkészült hatásvizsgálatok alapján tehetünk megállapításokat. Az óvodáztatási támogatás hatásait vizsgáló kvantitatív és kvalitatív kutatások  eredményei egyaránt azt mutatják, hogy a támogatás hatására több szülő döntött gyermeke óvodai beiratkozása mellett, de ez a hatás magasabb volt a férőhelybőséggel rendelkező körzetek esetében. A férőhelyhiányos körzetekben is nőtt a részvételi arány, azonban ezt legtöbb esetben az intézmények saját kapacitásaikat meghaladva a zsúfoltság növekedése és a minőség csökkenése árán érték el. A program hiányosságait az is mutatja, hogy az a támogatással egyidejűleg nem segítette elő az óvodai nevelés minőségének javulását illetve a szülők és az intézmény közötti kapcsolatok javítását.
A 2011-ben elfogadott köznevelési törvény 5 éves korról 3 éves korra szállította le az óvodakötelezettség korhatárát.
mely által okafogyottá válik az óvodáztatási támogatás további fenntartása . A jogszabályi változás 2015 szeptemberétől lép életbe, melynek hatására az óvodai jelentkezések drasztikus emelkedésére számítanak. A törvénymódosítást egyelőre nem kísérték az óvodai kapacitások jelentős növelését elősegítő intézkedések, melyek biztosítani tudnák a megnövekedett számú óvodaköteles gyermekek ellátását.